# Château Clément
Le château Clément se situe sur la commune de Vals-les-Bains dans le département de l'Ardèche

## Historique
Le château Clément est construit en 1879 pour être la résidence de Marcel Auguste Clément, cofondateur de la Société Générale des Eaux de Vals. Il s'appelait autrefois, La Châtaigneraie. 
Réquisitionné pendant la Seconde Guerre mondiale, établissement d'internement administratif, Vincent Auriol et Marcel Dassault entre autres y ont été emprisonnés. Après la guerre, l'édifice devient une colonie de vacances, propriété de la société IBM. Aujourd'hui le château s'est reconverti en hôtellerie de luxe, chambres d'hôtes et restaurant, il est la propriété de la famille Rojon depuis 1995.

## Architecture
Le château est construit en 1879 dans un style second empire et néo-renaissance.
L'intérieur comprend un majestueux escalier en noyer double révolution, des parquets de chêne blond, des cheminées en bois et une en faïence polychrome, boiseries sculptées, plafonds à caissons, incrustation de marbre, soieries…
Une toile panoramique exceptionnelle peinte sur deux étages, datée de 1879 et signée par le célèbre artiste lyonnais Jean Barthélémy Domer.
L'extérieur comprend un escalier de maître en pierre double révolution, une chapelle et un loft contemporain. 

## Jardin
À l’extérieur, le parc de 4 hectares clos de murs abrite des arbres centenaires, cèdres, chênes, tilleuls, palmiers...
Nous trouvons aussi une route privative menant directement à Vals-les-Bains